# 拉维赞·什安物理研究中心
拉维赞·什安物理研究中心（Lavizan-Shian）位于伊朗德黑兰东北部。国际原子能机构正在对该基地进行调查，认为它是一个潜在的未申报的核基地。据路透社报道，美国声称访问过拉维赞的国际原子能机构调查人员无法证实表层土壤已被清除且该场地已经过消毒。在国际原子能机构2005年11月关于伊朗的报告的第39段中，国际原子能机构表示：“伊朗提供的信息似乎是连贯一致的，与它对拉维桑－什安地区被夷为平地的解释是一致的。”